# Bleed (jeu vidéo)
Pour les articles homonymes, voir Bleed.
Bleed est un jeu vidéo d'action et de plates-formes développé et édité par Bootdisk Revolution, sorti à partir de 2012 sur Windows, Mac, Linux, Xbox 360 (Xbox Live Indie Games), Xbox One et Nintendo Switch.
Il a pour suite Bleed 2.

## Accueil
- GameSpot : 7,5/10[1]